# Колман Мар
Колман Мар (др.‑ирл. Colmán Már; VI век) — король Лейнстера (вторая половина VI века) из рода Уи Дунлайнге.

## Биография
Средневековые исторические источники содержат очень мало информации о правителях Лейнстера VI века. В них сообщается, что после смерти короля Айлиля мак Дунлайнге лейнстерским престолом владели ещё четыре короля: Кормак мак Айлелло, Кайрпре мак Кормайк, Колман Мар и Аэд. В большинстве источников эти лица называются потомками Айлиля. Однако современные историки считают, что данные о правлении в Лейнстере в это время только представителей рода Уи Дунлайнге могут быть недостоверными. Возможно, сведения о других правителях, занимавших лейнстерский престол в VI веке, были сознательно удалены из анналов и королевских списков авторами, находившимися под покровительством членов рода Уи Дунлайнге.
Согласно средневековым источникам, Колман Мар был единственным сыном короля Кайрпре мак Кормайка. После смерти отца он унаследовал престол Лейнстера, а также власть над септом Уи Дунлайнге. «Анналы Тигернаха» датируют кончину короля Кайрпре 562 годом, а сам Колман упоминается в этом источнике в записях о событиях 563 года. Однако достоверность хронологических данных средневековых источников вызывает сомнения. На основании этого ряд современных историков не склонен давать точную датировку правлений лейнстерских королей VI века.
Из-за почти полного отсутствия в ирландских средневековых источниках сведений о событиях в Лейнстере в VI веке, о правлении преемников Айлиля мак Дунлайнга, в том числе и Колмана Мара, известно очень мало. Вероятно, к правлению Колмана Мара относятся известия ирландских анналов о поражении, которое лейнстерцы потерпели в 566 году в сражении в долине реки Лиффи от верховных королей Ирландии Форггуса мак Муйрхертайга и Домналла Илхелгаха. По свидетельству «Анналов Инишфаллена», Домналл погиб в этом сражении, однако в других источниках какие-либо подробности об обстоятельствах его смерти отсутствуют.
В «Анналах четырёх мастеров» сообщается о том, что Колман Мар был убит в 575 году в Слиаб Маирге, однако в «Лейнстерской книге» упоминается, что он занимал королевский престол тридцать лет. Новым правителем Лейнстера стал Аэд, по одним данным — сын короля Колмана, по другим — представитель родственной Уи Дунлайнге семьи Уи Майл. Сыновьями Колмана Мара были также Фаэлан мак Колмайн, Аэд Белый, родоначальник септа Уи Майле Кайх из Нейса, и, возможно, Ронан мак Колмайн. Фаэлан и Ронан, подобно отцу, в разное время занимали престол Лейнстера.